# Spinilabochilus turcmenicus
Spinilabochilus turcmenicus  (лат.) — вид одиночных ос (Eumeninae).

## Распространение
Обитает в Туркмении.

## Описание
Длина тела 7—9 мм. Передний край наличника глубоко вырезанный, с широко расставленными боковыми зубцами. Плечевые углы прямоугольные, снаружи очерчены слабым поперечным валиком, по бокам загибающимся кзади. Тело блестящее, грубо пунктированное. Окраска чёрная с жёлтыми пятнами и перевязями.